# Doryodes spadaria
Doryodes spadaria  (лат.) — вид бабочек-совок рода Doryodes из подсемейства ленточниц (Catocalinae). Эндемики Северной Америки.

## Распространение
Северная Америка (атлантическое побережье): США, Канада. Летают с июня по август. Гусеницы обнаружены на злаковых растениях рода Spartina.

## Описание
Бабочки мелких размеров с заострёнными к вершине передними крыльями. Сходен с близкими видами Doryodes bistrialis и D. fusselli, но крупнее их, а также отличается строением гениталий. Размах передних крыльев самцов 13—20 мм, самок 18—21 мм. Передние крылья беловато-жёлтые; имеют продольные полосы. Усики самцов — гребенчатые. Брюшко вытянутое, глаза округлые, оцеллии отсутствуют. Вид был впервые описан в 1857 году французским энтомологом Ашилем Гене (Achille Guénée, 1809—1880), а его видовой статус подтверждён в ходе родовой ревизии в 2015 году американскими лепидоптерологами Дональдом Лафонтенем (J. Donald Lafontaine, Agriculture and Agri-Food Canada, Оттава, Канада) и Боллингом Салливаном (J. Bolling Sullivan; Beaufort, США).